# The Honest Company

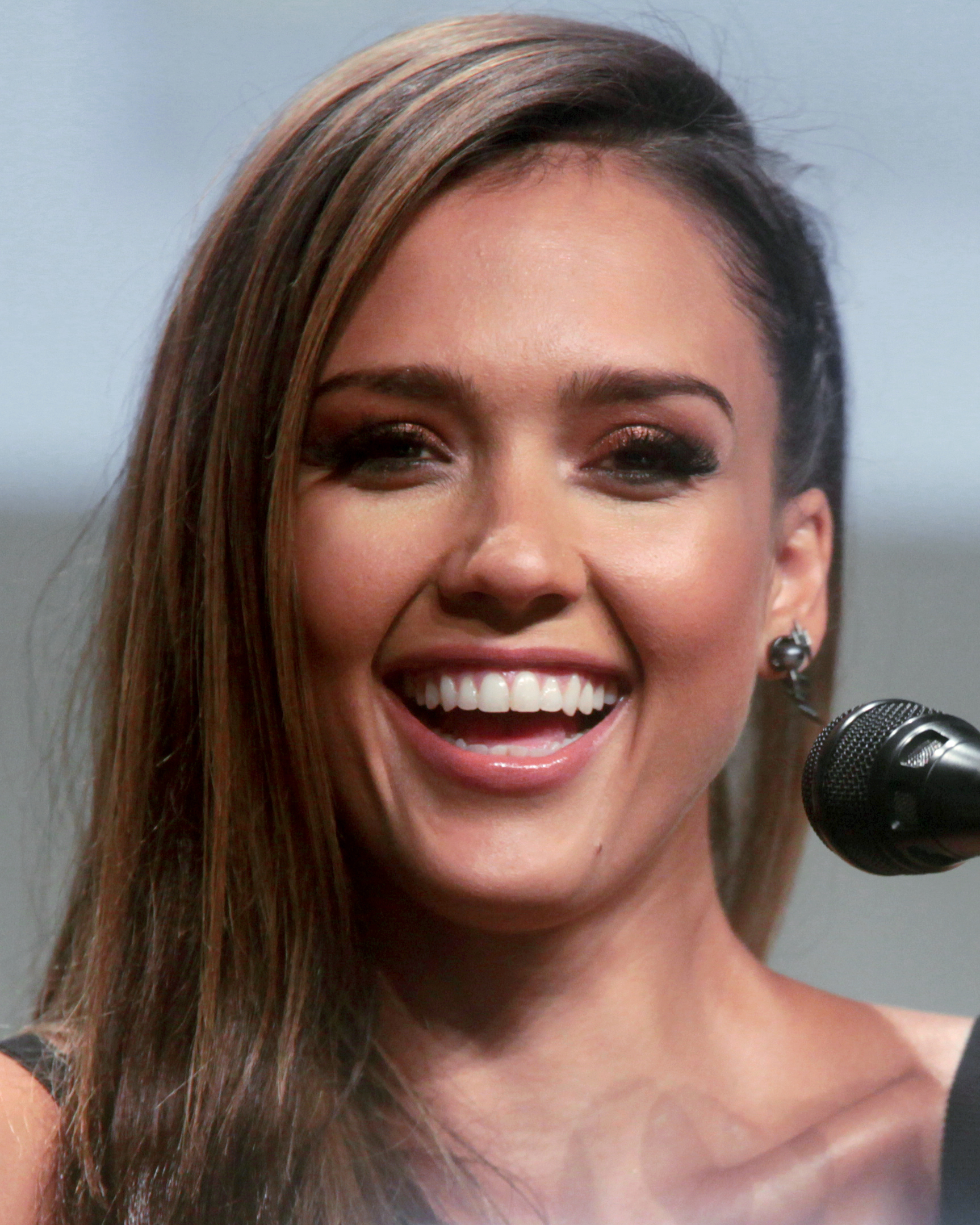
Джессіка Альба, співзасновниця компанії

The Honest Company — компанія з виробництва споживчих товарів, що виробляє нетоксичні продукти домашнього вжитку і налаштована на етичне споживання. Одним із засновників компанії є американська актриса Джесіка Альба.

## Історія
Народження дочки у 2008 році й спогади про власні дитячі хвороби підштовхнули Джесіку Альбу до створення компанії, яка б стала альтернативою популярним брендам дитячих товарів, що мають у своєму складі шкідливі токсичні речовини, такі як нафтохімія і синтетичні ароматизатори. Альба серйозно занепокоїлася цією проблемою, коли її дитина захворіла на шкірну хворобу через таку продукцію. Знадобилося три роки, щоб знайти партнерів для створення бізнесу. Ними стали Лі Браян, Шон Кейн і Крістофер Гевіган. Після запуску компанії у 2011 році в її асортименті було 17 товарів. Водночас Альба лобіювала Конгрес США з вимогами посилення законодавства щодо вимог, що пред'являються до дитячого одягу та іграшок і більш жорсткого контролю вмісту в них шкідливих речовин.
У 2013 році продажі компанії склали 50 млн доларів. Станом на 2014 рік в The Honest Company працювали 275 співробітників. 80 % покупок були здійснені через онлайн-сервіс компанії, інші продажі компанія здійснила через роздрібні магазини та оптові продажі.
На кінець третього кварталу 2014 року, в лінійці компанії було вже 90 продуктів, причому найбільш продаваними стали дитячі підгузки. Компанія має і благодійну місію, подібно Toms Shoes, Warby Parker і Etsy. The Honest Company жертвують на благодійні цілі свої товари та частину доходів компанії.
У березні 2017 року на зміну колишньому генеральному директору The Honest Company Браяну Лі прийшов Нік Влахос колишній віцепрезидент компанії The Clorox Company.